# 淮南号导弹驱逐舰
“淮南”号导弹驱逐舰（舷号123）简称“淮南”舰，是052D型导弹驱逐舰十八号舰，现服役于中国人民解放军海军北部战区海军驱逐舰第十支队。此舰乃是052D型导弹驱逐舰加长版的第五艘，也是“驱十支”所接收的第五艘052D型导弹驱逐舰。“淮南”舰由江南造船负责建造，排水量较052D基础型增加了500吨，其最大的改进之处就在于更换了可捕捉隐身战机的517C米波反隐身雷达、舰尾直升机甲板拉长约4米，以便直-20上舰、优化舰载指挥系统和数据链系统以适应体系化作战，增加舰首缆孔。

## 服役活动
2022年9月21日，解放军海军123号“淮南”舰与598号“日照”舰、903号“可可西里湖”舰编为第四十二批护航舰队，从山东省青岛市起航，赴亚丁湾海域执行护航任务，任务期为2022年10月15日至2023年2月5日，直至2023年3月30日才回港。
2024年3月31日，解放军海军123号“淮南”舰、576号“大庆”舰及903号“可可西里湖”舰穿越对马海域。
2024年9月17日至2024年9月18日，解放军海军“辽宁”舰编队穿过与那国岛海峡进入西太平洋，编队包括2艘052D型120号“成都”舰以及123号“淮南”舰。
2024年10月末，解放军海军“辽宁”舰与“山东”舰及两舰所辖驱护舰只于南海组成编队，编队规模包括3艘055型103号“鞍山”舰、106号“延安”舰、107号“遵义”舰，5艘052D型118号“乌鲁木齐”舰、120号“成都”舰、123号“淮南”舰、165号“湛江”舰（1艘舷号、舰名未知），1艘054A型（舷号、舰名未知）以及2艘901型901号“呼伦湖”舰、905号“查干湖”舰。
2025年3月31日，解放军海军123号“淮南”舰与576号“大庆”舰经宫古海峡前出西太平洋，按计划开展演练。

### 舰员
舰长 王磊